# یوپشارا
یوپشارا (انگلیسی: Iupshara) یک رود در کشور گرجستان و در ناحیه آبخاز است.